# Кривеник
Кривеник (на албански: Krivenik; на сръбски: Кривеник или Krivenik) е село в Косово, разположено в община Елезки хан, окръг Феризово. Намира се на 728 метра надморска височина. Населението според преброяването през 2011 г. е 283 души, от тях: 283 (100,00 %) албанци.

## География
Селото е разположено в източните склонове на Шар, над Качанишкия пролом на границата със Северна Македония.

## История
В края на XIX век Кривеник е албанско село в Тетовска каза на Османската империя. Според статистиката на Васил Кънчов („Македония. Етнография и статистика“) от 1900 година Кървеник е село, населявано от 165 жители арнаути мохамедани.
След Междусъюзническата война в 1913 година селото попада в Сърбия.
На етническата си карта на Северозападна Македония в 1929 година Афанасий Селишчев отбелязва Крвеник като албанско село.

## Население
Численост на населението според преброяванията през годините:
- 1948 – 400 души
- 1953 – 410 души
- 1961 – 387 души
- 1971 – 383 души
- 1981 – 355 души
- 1991 – 385 души
- 2011 – 283 души